# 政和五礼新儀
『政和五礼新儀』（せいわごれいしんぎ）は、北宋末期に編纂された儀礼書。徽宗の政和3年（1113年）に完成した。
徽宗は即位直後には儒教に基づく礼制の復古に関心を抱き、崇寧2年（1103年）以降積極的に取り組みを見せていた。大観元年（1107年）、徽宗は議礼局を設置して鄭居中を総領官とし、その下に詳議官2名と検討官5名などを任じた。徽宗は唐初期よりこれまで使われてきた『大唐開元礼』などに代わって、上古三代の礼制を復活させるための儀礼書編纂を目指す方針を御筆手詔（皇帝直筆で作成した詔）にて示すとともに、また唐王朝は正しい礼制を知らなかったとして『大唐開元礼』などの唐制を批判して、基本的には『周礼』に基づきながら当世の事情を勘案して礼制を立てるべきとの考え方を示した。また、徽宗自ら「冠礼沿革」（現在の「御制冠礼」）を著し、更に他編に編集にも参加するなど積極的であった。その結果、政和3年（1113年）4月に完成し、最後に徽宗による御製御書の「政和新修五序」が授けられた。
なお、当時徽宗の下で権力を振るっていた宰相の蔡京は偶々『政和五礼新儀』の編纂期に一時失脚していたこともあり、編纂事業の中核から外されていた。しかも、蔡京は皇帝、ひいてはそれを支える自身の権威づけの為に封禅の実施を行おうとしたが、皮肉にもそれが『周礼』に基づいた上古の礼制復活を意図する徽宗の意思と真っ向から対立する動きであることには気づかなかった（封禅は秦漢に起こった儀礼とされ、それ以前の周代の作とされている『周礼』を基本に置いた『政和五礼新儀』からは省かれていた）。やがて、政和6年（1116年）、徽宗は封禅計画を中止した上で、高齢の蔡京の筆頭宰相（太師）の立場はそのままに実質的な職務からは外し、その下の宰相（大宰）に議礼局の責任者であった鄭居中が任ぜられている。後に蔡京は復帰するものの、その力は抑え込まれる事になった。
時令思想を重視する徽宗の考えに基づき、九鼎を復活させ、漢や唐が建設を試みながら失敗した明堂（時令に適った政務・儀式を行うために作られたと伝えられてきた立春・秋分・立夏・夏至・立秋・秋分・立冬・冬至・土用の政堂）を建設した。また、宋を「火徳」の王朝と位置づけて殷・（春秋時代の）宋の祖とされる契（堯の火正）を祀った。契が堯によって封じられた商丘が宋の南京応天府になっていることや太祖（趙匡胤）が後周によって宋に封じられたのは偶然ではなく、宋が火徳の王朝であったからと考えられ、宮廷では特に火星を火徳の星と考えて祭祀を行った。徽宗はこれを制度として整えたのであった。更に当時の庶民社会の発達を受け入れる形で従来の「礼は庶人に下らず」の原則を否定して、庶民の祭祀・儀礼に関する規定を整備したのも特徴的であった。
だが、当時の政争に巻き込まれる形で、士人から「当代に用をなさぬ」と批判され、10年と経たぬうちに批判にさらされて用いられなくなったと言われている。加えて、靖康の変前後の混乱によって地方に下された『政和五礼新儀』の多くが失われ、紹興25年（1155年）に朱熹が赴任先の泉州同安県で『政和五礼新儀』が失われていることが判明し、以後も再交付を働きかけている。更に宋の次の漢民族王朝であった明では南宋後期に台頭した朱子学の影響を受けて時令思想や五徳終始説、更に道教や緯書の影響を受けた部分など宋以前の儀礼が持っていた多くの要素を排除して朱子学に基づいた『大明集令』を編纂した。